# Отис Ръш
Отис Ръш (на английски: Otis Rush) е американски китарист, певец и автор на песни.
Роден е на 29 април 1934 година във Филаделфия, щата Мисисипи. През 1949 година се премества в Чикаго, където започва да свири в местните блус клубове. През следващите години се утвърждава като една от водещите фигури на чикагския блус, като в края на 50-те години наред с музиканти като Бъди Гай и Меджик Сам лансира новия уестсайдски стил. През 1984 година е включен в Залата на славата на блуса, а през 2015 година списание „Ролинг Стоун“ го определя като 53-тия най-добър китарист в историята.
Отис Ръш умира на 29 септември 2018 година в Чикаго от усложнения след получен по-рано инсулт.